# Listă de filme franceze din 1910
Aceasta este o listă de filme franceze din 1910:
| Titlu                                                       | Regizor      | Actori | Gen   | Note |
| ----------------------------------------------------------- | ------------ | ------ | ----- | ---- |
| 1812                                                        |              |        |       |      |
| L'Absente                                                   |              |        |       |      |
| Académicien et vagabond                                     |              |        |       |      |
| Acte de probité                                             |              |        |       |      |
| Affaire d'honneur                                           |              |        |       |      |
| L'Agence Alice ou La sécurité des ménages                   |              |        |       |      |
| L'Aigle des roches                                          |              |        |       |      |
| Aimez-vous les uns les autres                               |              |        |       |      |
| Ajaccio, the Birthplace of Napoleon                         |              |        |       |      |
| L'Alibi                                                     |              |        |       |      |
| An Alpine Retreat                                           |              |        |       |      |
| L'Aluminite                                                 |              |        |       |      |
| L'Ambition d'Agénor le Chauve                               |              |        |       |      |
| Amitié de cow-boy                                           |              |        |       |      |
| Amour de page                                               |              |        |       |      |
| L'Amour du ranch                                            |              |        |       |      |
| Amour et fromage                                            |              |        |       |      |
| L'Amour et le temps                                         |              |        |       |      |
| L'Amour guette                                              |              |        |       |      |
| L'An 100                                                    |              |        |       |      |
| Apparitions fantômatiques                                   |              |        |       |      |
| Après la chute de l'Aigle                                   |              |        |       |      |
| L'Argentier de Louis XI                                     |              |        |       |      |
| Athalie                                                     |              |        |       |      |
| L'Attaque d'un train                                        |              |        |       |      |
| Au bord de la faute                                         |              |        |       |      |
| Au temps des grisettes                                      |              |        |       |      |
| Au temps des pharaons                                       |              |        |       |      |
| Au temps des premiers chrétiens                             |              |        |       |      |
| L'Auberge rouge                                             |              |        |       |      |
| Aunt Julia's Portrait                                       |              |        |       |      |
| L'Autre mère                                                |              |        |       |      |
| L'Autre                                                     |              |        |       |      |
| L'Avare                                                     |              |        |       |      |
| Les Aventures d'un cow-boy à Paris                          |              |        |       |      |
| Les Aventuriers du Val d'Or                                 |              |        |       |      |
| L'Aventurière                                               |              |        |       |      |
| L'Enseveli de Tebesa (The Buried Man of Tebessa)            | George Hatot |        | Short |      |
| Dans les ruines de Carthage (Through the Ruins of Carthage) |              |        |       |      |
| Max fait du ski                                             |              |        |       |      |
| Entre le devoir et l'honneur (Between Duty and Honor)       |              |        |       |      |
| Une évasion manquée                                         |              |        |       |      |
| Une séance de cinématographe                                |              |        |       |      |
| Le Prisonnier du Château d'If                               |              |        |       |      |